# Кивач (река, впадает в Сямозеро)
Кивач — река в России, протекает по территории Вешкельского сельского поселения Суоярвского района Карелии. Длина реки — 16 км, площадь водосборного бассейна — 160 км².
Река берёт начало из озера Кивач на высоте 122,5 м над уровнем моря.
Течёт преимущественно в южном направлении по заболоченной местности.
Кроме расположенного на реке озёр Юлялампи и Алалампи в бассейн реки также входят озёра: Верхний Кивач, Петусъярви Юлимейнсъярви, Сунгатъярви, Ялисмайнеярви, Саргилампи, Тохмат и др..
Река в общей сложности имеет 27 притоков суммарной длиной 65 км.
Впадает в озеро Сямозеро на высоте 106,7 м над уровнем моря.
Населённые пункты на реке отсутствуют.
Код объекта в государственном водном реестре — 01040100112102000014479.

## Галерея

Река Кивач
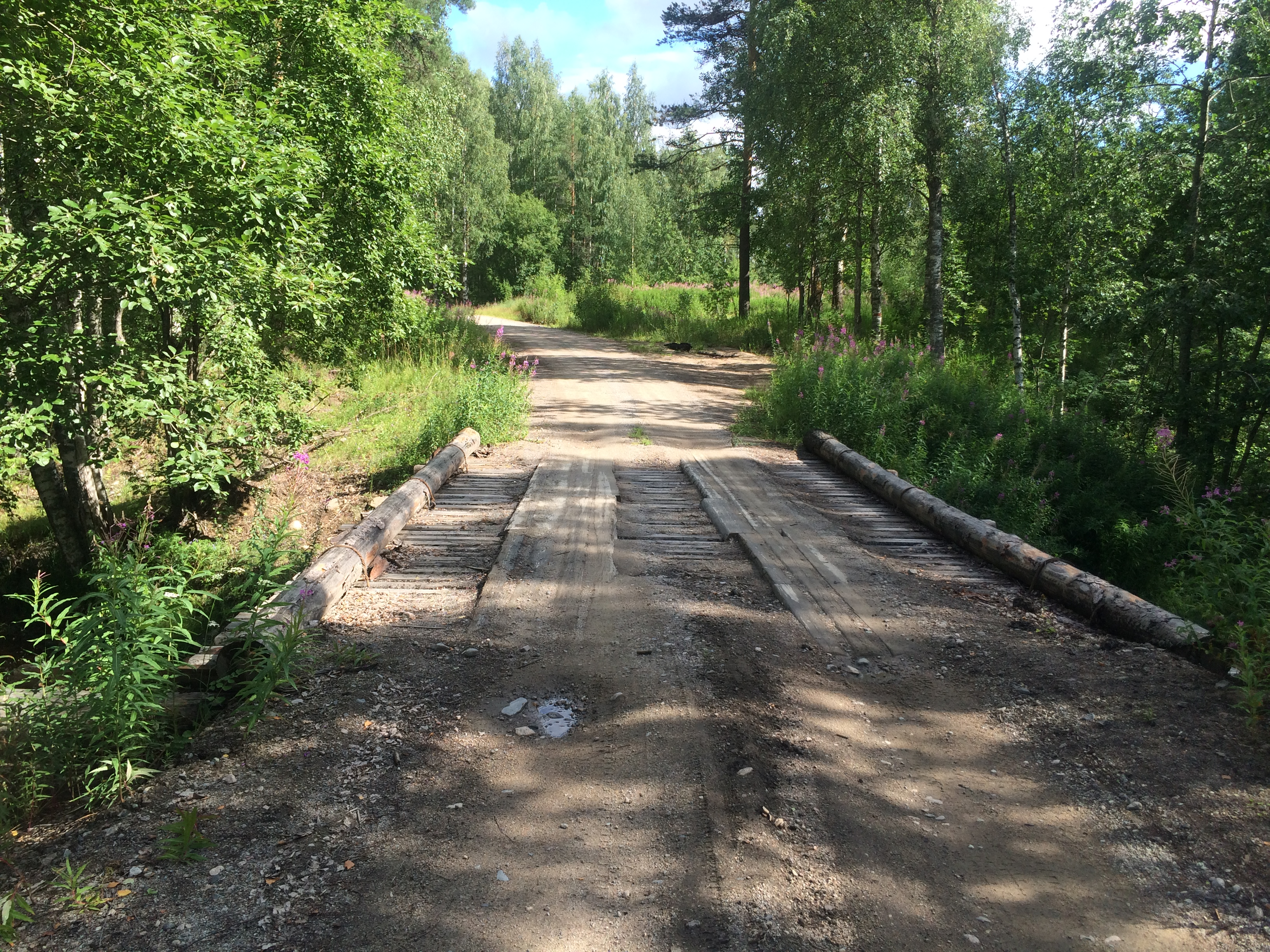
Автомобильный мост
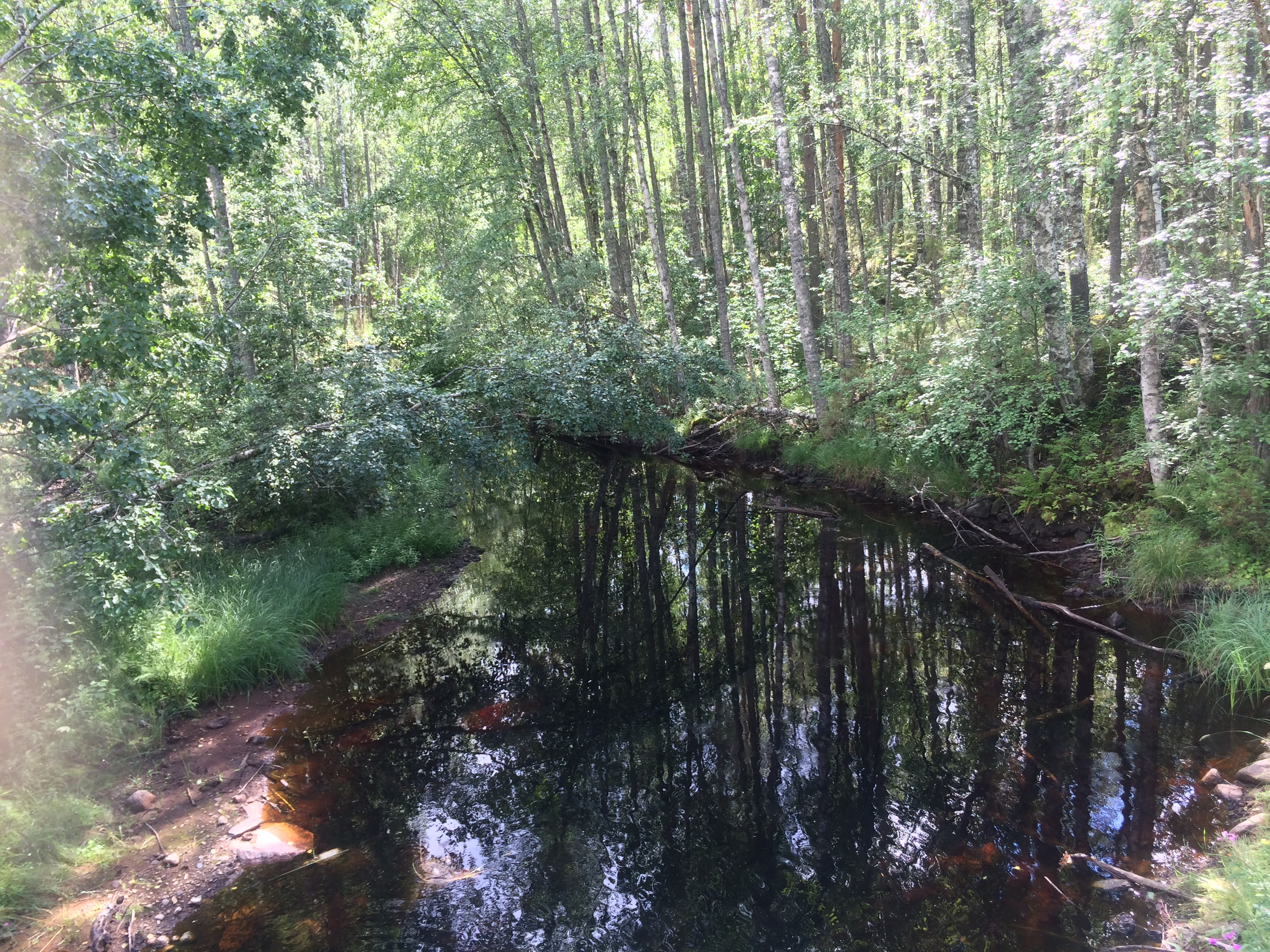
Вид по течению
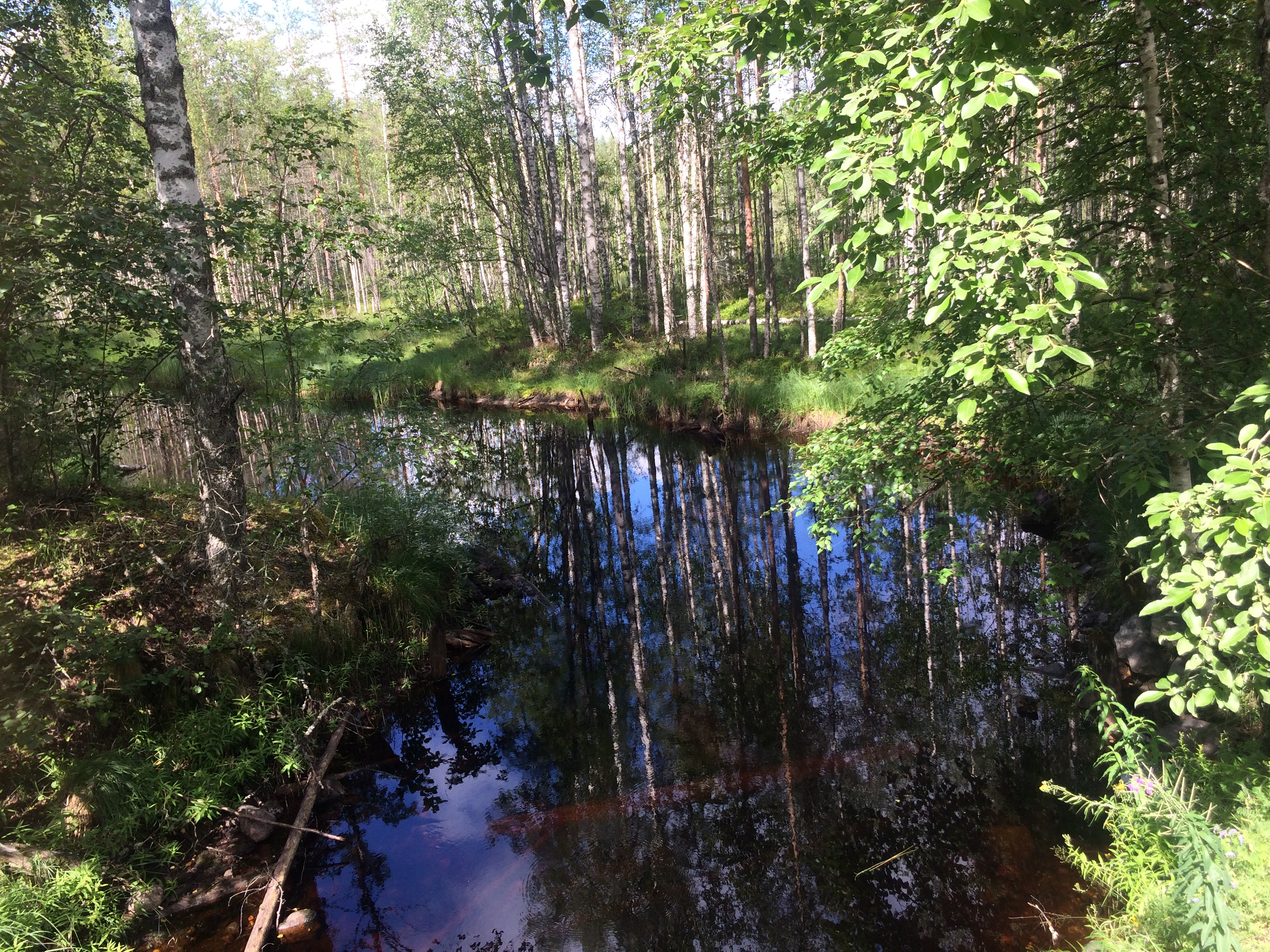
Вид против течения
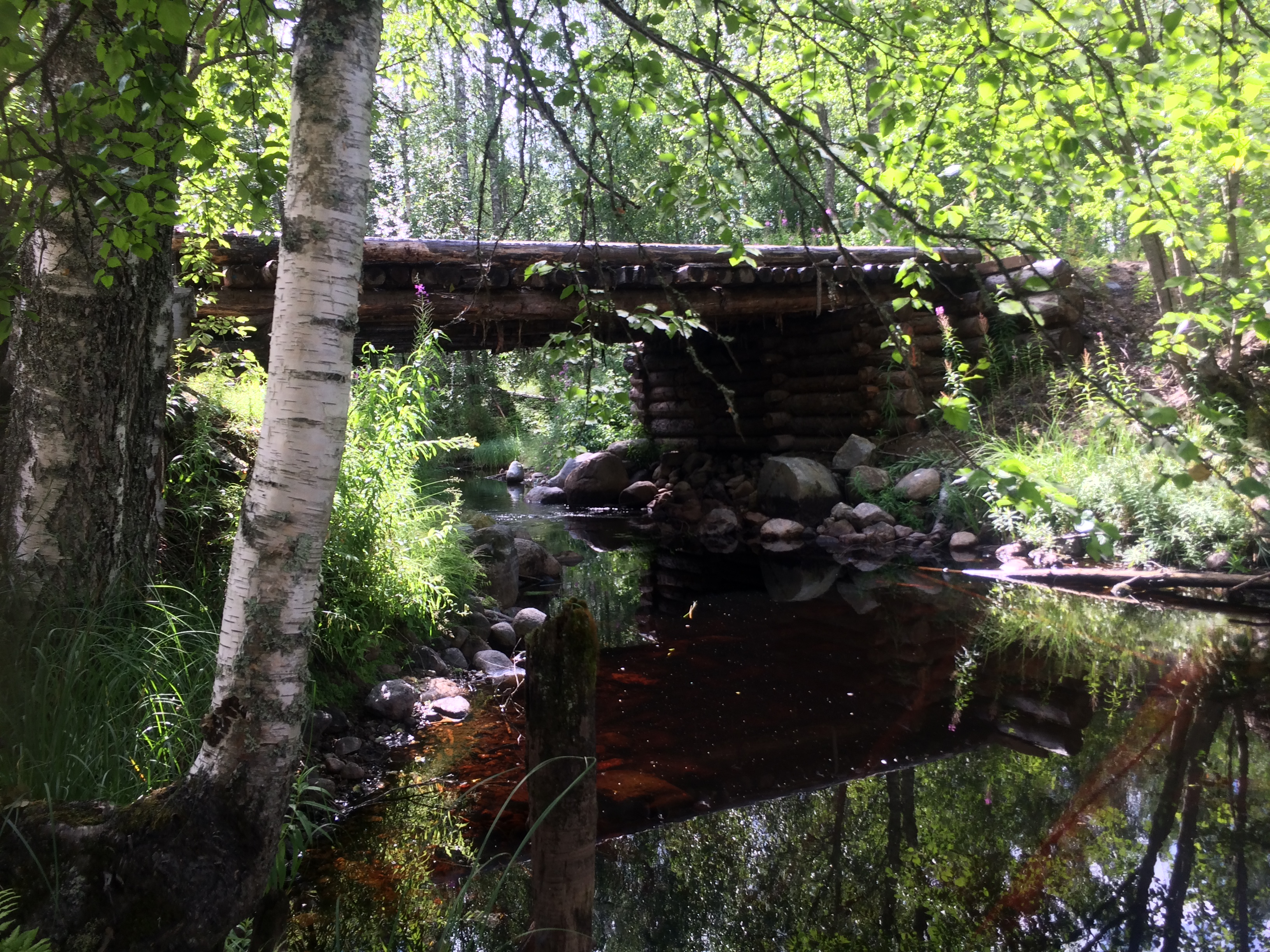
Автомобильный мост